# V Fornacis
V Fornacis är en kortperiodisk förmörkelsevariabel av Algol-typ (EA/SD) i stjärnbilden Ugnen.
Stjärnan varierar mellan bolometrisk magnitud +14,05 och 17 med en period av 3,3065 dygn.